# خوزله
خوزله (به لهستانی:  Huzele) یک روستا در لهستان است که در گمینا لسکو واقع شده‌است.